# 防刃ベスト

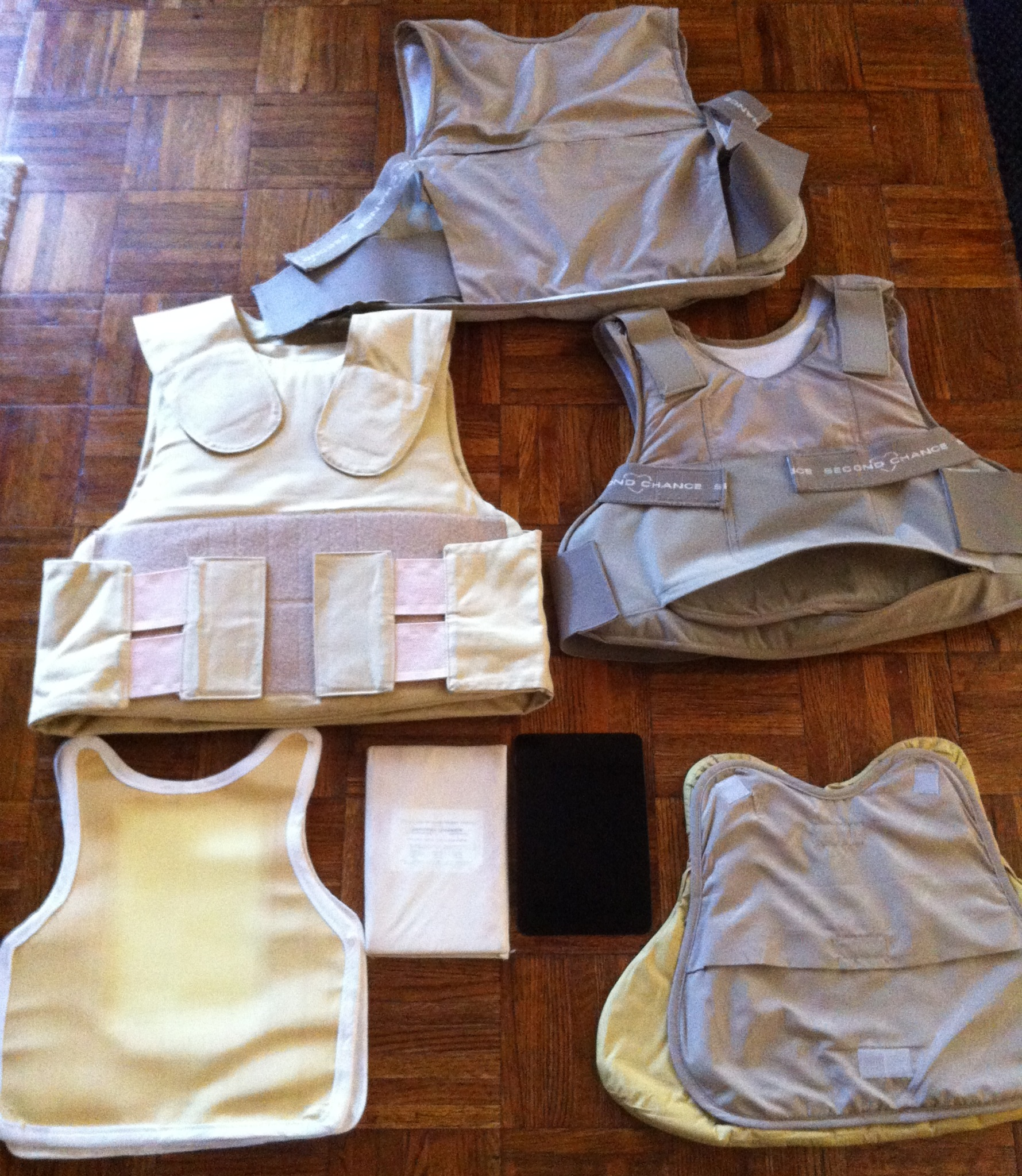
アウター・インナー兼用のSecond Chance社製のキャリア2着（上段および中段右：LAPDとCHPはこのSecond Chance社の紺色キャリアに防弾素材だけを挿入して制服の下に着用）と、中段左はドイツ製レベル3アウター型キャリアで内部素材は防弾と防刃の組み合わせ。下部右は防弾ケブラーレベル3A素材+防刃ケブラー素材を組み合わせた内部素材（外側が防刃素材で脇には回っていない）。下部中央はソフト＆ハードのトラウマ・プレート（防弾）2種、下部左は私服インナー用軽量ベストの防弾素材ケブラー部分のみ

防刃ベスト（ぼうじんベスト）は、刃物による攻撃から身を守るための防具のことである。防刃チョッキとも呼ばれる。防弾チョッキとは違い銃弾は防ぐことは出来ない。

## 素材
ケブラー繊維や金属板、ポリカーボネートを縫い合わせて作られている。
繊維性の防刃ベストは、柔らかいことによる長時間の着用が可能であるが、価格が金属防刃ベストに比べて高価になりやすい。また素材に使われているケブラー繊維は水に濡れると強度が低下するため、雨の日の着用にも管理が大変である。

## 規格
防刃ベストにも米国司法省での基準である　NIJ Standard-0115.00がある。試験方法は刃物を自然落下させて基準の貫通以下であれば合格である。
防刃基準では、刃物試験（P1およびS1といわれる刃物）とスパイク試験がある。それぞれに関して証明書が発行される。また防刃基準として、L1,L2,L3と脅威に対応した3段階のレベルがある。

## 弱点
金属防刃ベストのメリットは刃物への防護能力の高さであるが、硬いことによる長時間の着用が困難なことと、胴回の防護面積に制限（肩部、わき腹、背中の上部）ができてしまう。

## 警察、警備員における使用

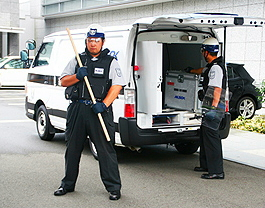
3号警備業務における防刃ベストの使用例。

日本
日本では警察官が制服の上着の上に着用しているのを頻繁に見かけることができる。日本では海外と比較して犯罪の際の凶器に銃器が使用されることが少ない反面、刃物が使用されることが多く、多くの外勤警察官がほぼ常時着用している。
その他、私服警察官や身辺警護を行う民間警備会社の警備員などが着用するために、防刃ベストには見えないようなカジュアルなデザインの製品や、一般のジャンパーやコートに擬装している製品もあり、広く使用されている。
アメリカ
アメリカ合衆国の警察官や警備員の着用するベストの場合は、アウタータイプ・インナータイプ共に、キャリアと呼ばれる一般素材（布もしくは合成繊維）のベストの内部が袋状になっていて、そこに防弾素材（板状のケブラーなど）を挿入してファスナーやベルクロで閉じるタイプなので、キャリア内に防弾素材と防刃素材を重ねて挿入し、1着のベストで防刃と防弾を総合させる場合も多い。
しかし、防弾ベストの性能が高くなったことで、さらなる銃器の殺傷力アップが求められた結果、拳銃も大口径化・高威力化したことで、これまでの通常の防弾ベストでは防ぎきれないケースも多発しており、イタチごっことなっている。